# Mariángela Bonanni
Mariángela Haydée Manuela Bonanni Randazzo (sinh ngày 15 tháng 8 năm 1988) là một nữ hoàng sắc đẹp đến từ San Cristóbal, Táchira, Venezuela và là người đại diện cho Táchira tại Hoa hậu Venezuela 2009. Cô đã đoạt danh hiệu Á hậu 1 và chiến thắng giải thưởng phụ Catwalk đẹp nhất. Sau đó, cô được chỉ định là Hoa hậu Trái Đất Venezuela 2010 và đại diện cho Venezuela tại cuộc thi sắc đẹp Hoa hậu Trái Đất 2010 tại Nha Trang, Việt Nam vào ngày 4 tháng 12 năm 2010 và lọt vào Top 7. Người chiến thắng năm đó là Nicole Faria đến từ Ấn Độ. Cô là đại diện đầu tiên của Venezuela tham gia cuộc thi Hoa hậu Trái Đất do Tổ chức Hoa hậu Venezuela chọn lựa.
Trước đó, Bonnani giành danh hiệu Hoa hậu Táchira 2009 trong một cuộc thi cấp tiểu bang được tổ chức tại San Cristóbal, Venezuela vào ngày 28 tháng 5 năm 2009.

## Các danh hiệu
- Hoa hậu Táchira 2009
- Hoa hậu Venezuela 2009 (Á hậu 1)
- Hoa hậu Trái Đất Venezuela 2010
- Hoa hậu Trái Đất 2010 (Top 7)